# Persone di nome Jiří
| Questa pagina contiene informazioni ricavate automaticamente dalle voci biografiche con l'ausilio del template Bio e di un bot. L'aggiornamento è periodico e automatico e ricostruisce completamente la pagina. Se manca una persona in questa lista, sei pregato di non aggiungerla, ma accertati piuttosto che la sua voce biografica contenga il template Bio e che i dati anagrafici siano correttamente compilati. Se il template Bio manca, inseriscilo tu stesso o, in alternativa, metti l'avviso {{tmp\|Bio}} che ne segnala la mancanza. Se i dati riportati sono sbagliati, correggi direttamente la voce biografica; le modifiche saranno visibili in questa lista entro pochi giorni. Per chiarimenti vedi il progetto antroponimi. La lista contiene solo le 154 persone che sono citate nell'enciclopedia e per le quali è stato implementato correttamente il template Bio. Pagina aggiornata al 16 ott 2024. |

Questa è una lista di persone presenti nell'enciclopedia che hanno il prenome Jiří, suddivise per attività principale.

## Allenatori di calcio(6)
- Jiří Kotrba, allenatore di calcio e ex calciatore ceco (Písek, n. 1958)
- Jiří Lerch, allenatore di calcio e ex calciatore ceco (n. 1971)
- Jiří Pešek, allenatore di calcio e calciatore cecoslovacco (Praga, n. 1927 - † 2011)
- Jiří Plíšek, allenatore di calcio e ex calciatore ceco (Aš, n. 1972)
- Jiří Rubáš, allenatore di calcio e calciatore cecoslovacco (n. 1922 - Praga, † 2005)
- Jiří Sobotka, allenatore di calcio e calciatore cecoslovacco (Praga, n. 1911 - Intragna, † 1994)

## Allenatori di pallavolo(1)
- Jiří Novák, allenatore di pallavolo e ex pallavolista ceco (Ústí nad Labem, n. 1974)

## Allenatori di tennis(2)
- Jiří Hřebec, allenatore di tennis e ex tennista ceco (Teplice, n. 1950)
- Jiří Vaněk, allenatore di tennis e ex tennista ceco (Domažlice, n. 1978)

## Artisti(1)
- Jiří Kolář, artista, poeta e scrittore ceco (Protivín, n. 1914 - Praga, † 2002)

## Artisti marziali misti(1)
- Jiří Procházka, artista marziale misto ceco (Znojmo, n. 1992)

## Attivisti(1)
- Jiří Pelikán, attivista cecoslovacco (Olomouc, n. 1923 - Roma, † 1999)

## Attori(1)
- Jirí Mádl, attore cinematografico, regista e sceneggiatore ceco (České Budějovice, n. 1986)

## Biatleti(1)
- Jiří Holubec, biatleta ceco (Jilemnice, n. 1966)

## Botanici(1)
- Jiří Soják, botanico cecoslovacco (Brno, n. 1936 - † 2012)

## Calciatori(45)
- Jiří Bílek, ex calciatore ceco (Praga, n. 1983)
- Jiří Čadek, calciatore cecoslovacco (Pavlíkov, n. 1935 - † 2021)
- Jiří Časko, ex calciatore ceco (n. 1968)
- Jiří Feureisl, calciatore cecoslovacco (Strašice, n. 1931 - † 2021)
- Jiří Fleišman, calciatore ceco (Most, n. 1984)
- Jiří Hanke, calciatore e allenatore di calcio cecoslovacco (Kutná Hora, n. 1924 - Losanna, † 2006)
- Jiří Hejský, calciatore cecoslovacco (n. 1927 - † 1998)
- Jiří Hledík, calciatore cecoslovacco (Pardubice, n. 1929 - Hradec Králové, † 2015)
- Jiří Homola, calciatore ceco (Nymburk, n. 1980)
- Jiří Janoušek, calciatore ceco (n. 1989)
- Jiří Jarošík, ex calciatore ceco (Ústí nad Labem, n. 1977)
- Jiří Jeslínek, calciatore ceco (Praga, n. 1987)
- Jiří Jeslínek, ex calciatore cecoslovacco (Praga, n. 1962)
- Jiří Ječný, calciatore cecoslovacco (n. 1929 - † 2014)
- Jiří Kaufman, calciatore ceco (Pardubice, n. 1979)
- Jiří Kladrubský, ex calciatore ceco (České Budějovice, n. 1985)
- Jiří Klíma, calciatore ceco (n. 1997)
- Jiří Koubský, ex calciatore ceco (Kyjov, n. 1982)
- Jiří Kowalík, ex calciatore ceco (Frýdek-Místek, n. 1977)
- Jiří Krejčí, calciatore ceco (Jablonec nad Nisou, n. 1986)
- Jiří Kulhánek, calciatore ceco (Praga, n. 1996)
- Jiří Křižák, calciatore cecoslovacco (n. 1924 - † 1981)
- Jiří Letáček, calciatore ceco (Pardubice, n. 1999)
- Jiří Lindr, calciatore ceco (Broumov, n. 1986)
- Jiří Liška, calciatore ceco (Olomouc, n. 1982)
- Jiří Mareš, calciatore ceco (n. 1992)
- Jiří Mareš, calciatore cecoslovacco (n. 1897 - † 1934)
- Jiří Němec, ex calciatore ceco (Pacov, n. 1966)
- Jiří Novotný, ex calciatore ceco (Praga, n. 1970)
- Jiří Novák, ex calciatore cecoslovacco (n. 1945)
- Jiří Ondra, ex calciatore cecoslovacco (Uherské Hradiště, n. 1957)
- Jiří Pavlenka, calciatore ceco (Hlučín, n. 1992)
- Jiří Pimpara, calciatore ceco (n. 1987)
- Jiří Poděbradský, calciatore ceco (n. 1982)
- Jiří Rychlík, ex calciatore ceco (Příbram, n. 1977)
- Jiří Skalák, calciatore ceco (Pardubice, n. 1992)
- Jiří Sláma, calciatore ceco (n. 1999)
- Jiří Štajner, calciatore ceco (Benešov, n. 1976)
- Jiří Tichý, calciatore cecoslovacco (Jeneč, n. 1933 - Podivín, † 2016)
- Jiří Trnka, calciatore cecoslovacco (n. 1926 - † 2005)
- Jiří Valenta, calciatore ceco (n. 1988)
- Jiří Vávra, ex calciatore ceco (Liberec, n. 1975)
- Jiří Zmatlík, calciatore cecoslovacco (n. 1921 - † 2003)
- Jiří Zástěra, calciatore cecoslovacco (n. 1913 - † 1983)
- Jiří Žďárský, calciatore cecoslovacco (n. 1923 - † 2018)

## Canoisti(3)
- Jiří Prskavec, canoista ceco (Mělník, n. 1993)
- Jiří Prskavec, canoista ceco (Jablonec nad Nisou, n. 1972)
- Jiří Rohan, ex canoista ceco (Praga, n. 1964)

## Canottieri(1)
- Jiří Havlis, canottiere cecoslovacco (Majdalena, n. 1932 - † 2010)

## Cestisti(20)
- Jiří Ammer, ex cestista e allenatore di pallacanestro cecoslovacco (n. 1942)
- Jiří Balaštík, ex cestista cecoslovacco (n. 1951)
- Jiří Baumruk, cestista e allenatore di pallacanestro cecoslovacco (Praga, n. 1930 - † 1989)
- Jiří Čtyřoký, cestista cecoslovacco (n. 1911 - † 2004)
- Jiří Drvota, cestista cecoslovacco (n. 1922 - † 2007)
- Jiří Hubálek, cestista ceco (Praga, n. 1982)
- Jiří Jandák, ex cestista cecoslovacco (Brno, n. 1958)
- Jiří Konopásek, ex cestista cecoslovacco (Praga, n. 1946)
- Jiří Marek, ex cestista cecoslovacco (n. 1940)
- Jiří Matoušek, cestista e allenatore di pallacanestro cecoslovacco (n. 1927 - † 2012)
- Jiří Okáč, ex cestista ceco (Brno, n. 1963)
- Jiří Pospíšil, cestista cecoslovacco (Brno, n. 1950 - † 2019)
- Jiří Růžička, ex cestista cecoslovacco (Brno, n. 1941)
- Jiří Siegel, cestista e architetto cecoslovacco (Praga, n. 1927 - † 2012)
- Jiří Šťastný, ex cestista cecoslovacco (Praga, n. 1938)
- Jiří Tetiva, ex cestista cecoslovacco (n. 1933)
- Jiří Welsch, ex cestista ceco (Pardubice, n. 1980)
- Jiří Zedníček, ex cestista cecoslovacco (Praga, n. 1945)
- Jiří Zídek, ex cestista ceco (Gottwaldov, n. 1973)
- Jiří Zídek, cestista e allenatore di pallacanestro cecoslovacco (Praga, n. 1944 - Praga, † 2022)

## Ciclisti su strada(2)
- Jiří Hudeček, ex ciclista su strada ceco (Lety U Dobřichovic, n. 1986)
- Jiří Škoda, ex ciclista su strada ceco (Brno, n. 1956)

## Combinatisti nordici(1)
- Jiří Konvalinka, combinatista nordico ceco (Jilemnice, n. 2004)

## Compositori(3)
- Jiří Antonín Benda, compositore ceco (Staré Benátky, n. 1722 - Köstritz, † 1795)
- Jiří Družecký, compositore ceco (Jemníky, n. 1745 - Budapest, † 1819)
- Jiří Ignác Linek, compositore e insegnante ceco (Bakov nad Jizerou, n. 1725 - Bakov nad Jizerou, † 1791)

## Compositori di scacchi(1)
- Jiří Chocholouš, compositore di scacchi boemo (Praga, n. 1856 - Praga, † 1930)

## Coreografi(1)
- Jiří Kylián, coreografo e ex ballerino ceco (Praga, n. 1947)

## Danzatori(1)
- Jiří Bubeníček, danzatore e coreografo ceco (Lubin, n. 1974)

## Diplomatici(1)
- Jiří Hájek, diplomatico ceco (Krhanice, n. 1913 - Praga, † 1993)

## Direttori d'orchestra(1)
- Jiří Bělohlávek, direttore d'orchestra ceco (Praga, n. 1946 - Praga, † 2017)

## Dirigenti sportivi(2)
- Jiří Stanislav Guth-Jarkovský, dirigente sportivo cecoslovacco (Heřmanův Městec, n. 1861 - Náchod, † 1943)
- Jiří Novotný, dirigente sportivo, allenatore di hockey su ghiaccio e ex hockeista su ghiaccio ceco (Pelhřimov, n. 1983)

## Fondisti(1)
- Jiří Magál, ex fondista ceco (Chrudim, n. 1977)

## Fotografi(1)
- Jiří Růžek, fotografo ceco (Litoměřice, n. 1967)

## Ginnasti(1)
- Jiří Tabák, ex ginnasta cecoslovacco (Karviná, n. 1955)

## Giocatori di calcio a 5(1)
- Jiří Novotný, giocatore di calcio a 5 ceco (n. 1988)

## Giuristi(1)
- Jiří Dienstbier, giurista, avvocato e politico ceco (Washington, n. 1969)

## Hockeisti su ghiaccio(12)
- Jiří Bubla, ex hockeista su ghiaccio ceco (Ústí nad Labem, n. 1950)
- Jiří Dopita, ex hockeista su ghiaccio ceco (Šumperk, n. 1968)
- Jiří Fischer, ex hockeista su ghiaccio ceco (Hořovice, n. 1980)
- Jiří Holeček, ex hockeista su ghiaccio ceco (Praga, n. 1944)
- Jiří Holík, ex hockeista su ghiaccio ceco (Havlíčkův Brod, n. 1944)
- Jiří Hrdina, ex hockeista su ghiaccio cecoslovacco (Praga, n. 1958)
- Jiří Hudler, hockeista su ghiaccio ceco (Olomouc, n. 1984)
- Jiří Kochta, ex hockeista su ghiaccio ceco (Praga, n. 1946)
- Jiří Králík, ex hockeista su ghiaccio ceco (Zlín, n. 1952)
- Jiří Lála, ex hockeista su ghiaccio cecoslovacco (Tábor, n. 1959)
- Jiří Sekáč, hockeista su ghiaccio ceco (Kladno, n. 1992)
- Jiří Šlégr, ex hockeista su ghiaccio ceco (Jihlava, n. 1971)

## Illustratori(1)
- Jiří Trnka, illustratore, animatore e regista cecoslovacco (Plzeň, n. 1912 - Praga, † 1969)

## Lottatori(1)
- Jiří Kormaník, lottatore cecoslovacco (n. 1935 - † 2017)

## Matematici(1)
- Jiří Matoušek, matematico ceco (Praga, n. 1963 - † 2015)

## Multiplisti(1)
- Jiří Sýkora, multiplista ceco (n. 1995)

## Musicisti(1)
- Jiří Schelinger, musicista cecoslovacco (Bousov, n. 1951 - Bratislava, † 1981)

## Ostacolisti(1)
- Jiří Mužík, ex ostacolista e velocista ceco (Plzeň, n. 1976)

## Pallanuotisti(1)
- Jiří Reitman, pallanuotista cecoslovacco (Praga, n. 1905 - Auschwitz, † 1945)

## Pallavolisti(3)
- Jiří Kovář, pallavolista ceco (Zlín, n. 1989)
- Jiří Král, pallavolista ceco (Mělník, n. 1981)
- Jiří Popelka, pallavolista ceco (Chomutov, n. 1977)

## Pesisti(1)
- Jiří Skobla, pesista cecoslovacco (Praga, n. 1930 - Praga, † 1978)

## Pistard(2)
- Jiří Daler, ex pistard ceco (Brno, n. 1940)
- Jiří Pokorný, ex pistard ceco (Brno, n. 1956)

## Poeti(4)
- Jiří Karásek ze Lvovic, poeta, scrittore e critico letterario ceco (Praga, n. 1871 - Praga, † 1951)
- Jiří Orten, poeta cecoslovacco (Kutná Hora, n. 1919 - Praga, † 1941)
- Jiří Taufer, poeta cecoslovacco (Boskovice, n. 1911 - Praga, † 1986)
- Jiří Wolker, poeta ceco (Prostějov, n. 1900 - Prostějov, † 1924)

## Politici(3)
- Jiří Paroubek, politico ceco (Olomouc, n. 1952)
- Jiří Pospíšil, politico ceco (Chomutov, n. 1975)
- Jiří Rusnok, politico e economista ceco (Ostrava, n. 1960)

## Registi(4)
- Jiří Barta, regista e sceneggiatore ceco (Praga, n. 1948)
- Jiří Frejka, regista ceco (Útěchovice pod Stražištěm, n. 1904 - Praga, † 1952)
- Jiří Menzel, regista e attore ceco (Praga, n. 1938 - Praga, † 2020)
- Jiří Weiss, regista cecoslovacco (Praga, n. 1913 - Santa Monica, † 2004)

## Saltatori con gli sci(3)
- Jiří Malec, ex saltatore con gli sci ceco (Vlastiboř, n. 1962)
- Jiří Parma, ex saltatore con gli sci cecoslovacco (Frenštát pod Radhoštěm, n. 1963)
- Jiří Raška, saltatore con gli sci cecoslovacco (Frenštát pod Radhoštěm, n. 1941 - Nový Jičín, † 2012)

## Schermidori(1)
- Jiří Jesenský, schermidore cecoslovacco (Praga, n. 1905 - Mauthausen, † 1942)

## Scrittori(4)
- Jiří Gruša, scrittore, diplomatico e politico ceco (Pardubice, n. 1938 - Hannover, † 2011)
- Jiří Mahen, scrittore ceco (Čáslav, n. 1880 - Brno, † 1939)
- Jiří Marek, scrittore, docente e giornalista ceco (Praga, n. 1914 - Praga, † 1994)
- Jiří Weil, scrittore ceco (Praskolesy, n. 1900 - Praga, † 1959)

## Tennisti(5)
- Jiří Granát, ex tennista cecoslovacco (Praga, n. 1955)
- Jiří Javorský, tennista cecoslovacco (Praga, n. 1932 - Heilbronn, † 2002)
- Jiří Lehečka, tennista ceco (Mladá Boleslav, n. 2001)
- Jiří Novák, ex tennista ceco (Zlín, n. 1975)
- Jiří Veselý, tennista ceco (Příbram, n. 1993)

## Tiratori a volo(1)
- Jiří Lipták, tiratore a volo ceco (Brno, n. 1982)

## Vescovi cattolici(1)
- Jiří Paďour, vescovo cattolico ceco (Vraclav, n. 1943 - Prachatice, † 2015)

## Senza attività specificata(1)
- Jiří Polívka, slavista ceco (Enns, n. 1858 - Praga, † 1933)